# 春日井市都市緑化植物園
春日井市都市緑化植物園（かすがいしとしりょっかしょくぶつえん）は、愛知県春日井市細野町にある植物園。愛称はグリーンピア春日井。

## 概要
春日井都市緑化植物園は、都市の緑を守り、開発が進む市外地の緑を取り戻そうとする国土交通省の都市緑化計画の一環として「春日井市の緑化推進の拠点として、緑化に関する技術指導、広報活動及び各種催しを行う目的」とし作られ、1981年（昭和56年）に事業着手し、1988年（昭和63年）に完成した。

## 沿革
1988年（昭和63年）6月1日に市制45周年記念事業として「緑の相談所」を含めて約4ヘクタールを開園した。
1993年（平成5年）10月に市制50周年記念として「緑と花の休憩所」を開設した。 2000年（平成12年）には梅園の整備を行い、これをもって都市緑化植物園の基本計画整備を完了した。　　　　

## 施設・利用時間

### 園内施設
- ハワイの植物コーナー[5]
- 緑の相談所[5]
- 緑と花の休憩所[5]
- 壁泉・カナール[5]
  - 春日井市の木とされる「ケヤキ」30数本に囲まれた壁泉・カナールの周囲にはパンジーやサルビア、コリウスなどの草木の花壇[6]。
- 花のプロムナード[5]
- 芝生広場[5]
- 動物ふれあい広場[5]
- しょうぶ園[5]
- 梅園[5]
- 果樹見本園[5]
- ボート池[5]
- 万葉苑[5]
- つばき園
  - 冬季運休[5]
- ニュートンのリンゴの木
  - 物理学者アイザック・ニュートンが万有引力を発見したきっかけとなったとされるリンゴの庭木の接ぎ木が東京大学大学院理学系研究科附属植物園にあり、これを春日井市制70周年記念として分譲を受けたものである[7]。
- 研修室
  - 第1研修室（定員：20）、第2研修室（定員：40）
  - 午前の部：9:00～12:00、午後の部：13:00～17:00[8]

## 休館日
毎週月曜日（ただし月曜日が祝日の場合はその直後の休日でない日）、年末年始（12月29日～翌年1月3日）。

## イベント
ポニーに乗ろうは、動物ふれあい広場で行われている。 
秋季バラ展などの展示会が行われている。
動物舎の羊の毛でマフラー作りは、実際にマフラー作りが体験できる。

## 交通アクセス
- JR中央本線 / 愛知環状鉄道・愛知環状鉄道線 高蔵寺駅北口からバスで約20分（植物園行き）[2][5]。

## バリアフリー設備
盲導犬の受け入れあり  車椅子対応トイレあり  車椅子対応スロープあり  車椅子対応レストランあり。

## その他
- 面積：24ha[9]
- 設備・遊具 ：遊具、プール、広場、他[5]
- 駐車場：200台程度[10]